# 報德學園中學校及高等學校
報德學園中學校及高等學校是位於兵庫縣西宮市上大市5丁目地區的私立完全中學。
該校棒球部自1960年代起成為兵庫縣內的常勝軍，至今成為兵庫代表參加全國高等學校棒球錦標賽已累積超過十次，入選選拔高等學校棒球大會也已超過二十次。

## 歷史
學校是由來自神戶市的商人大江市松於1911年建立於武庫郡御影町（位於現在的神戶市東灘區），最初為實業學校，名為「報德實業學校」，期望能培育出「以德報德」的學生；1924年更名為「私立報德商業學校」，1932年遷至青谷町（位於現在的神戶市灘區），後一度為配合國家的政策在1944年轉為工業學校，不過在二次大戰結束後於1947年配合日本的學制改革成為中學校，更名為「報德中學校」同時間移至位於西宮市的現址，1952年開辦高等學校，成為「報德學園中學校及高等學校」，並開設普通科和商業科，不過商業科在1963年即停辦。